# Sabri Lamouchi
Sabri Lamouchi (Lione, 9 novembre 1971) è un allenatore di calcio ed ex calciatore francese, di ruolo centrocampista.

## Carriera

### Giocatore

#### Olympique Alès, Auxerre e Monaco
Di origini tunisine, inizia la sua carriera professionistica nell'Olympique Alès nel 1990 e vi milita per 4 anni. Nel 1994 viene trasferito all'Auxerre, dove milita per altri 4 anni, collezionando 129 presenze e realizzando 19 gol. Nel 1998 passa al Monaco, dove realizza 4 gol in 56 partite in due stagioni.

#### Le stagioni in Italia: Parma, Inter e Genoa
Nel 2000 viene acquistato dal Parma, squadra nella quale milita fino al 2003 e colleziona 90 presenze e 7 gol. Per la stagione 2003-2004 approda all'Inter, scendendo in campo 16 volte. La stagione successiva viene girato in prestito al Genoa in Serie B, con cui realizza 1 gol in 20 presenze.

#### Gli ultimi anni
Rientrato dal prestito all'Inter, viene subito ceduto al Marsiglia dove riesce a giocare con più continuità, giocando 36 partite e realizzando 5 gol. Dopo questa stagione, conclusa con un quinto posto dei francesi, il giocatore viene venduto in Qatar all'Al-Rayyan per la stagione 2006-2007, contribuendo al quarto posto della squadra con 6 gol.
Per la stagione successiva approda all'Umm-Salal. Conclusa la stagione, nel 2008, rimane svincolato. Nel 2009, dopo un anno, prova a ripartire con l'Al-Kharitiyath, ma dopo pochi mesi annuncia il ritiro dal calcio giocato. Il 5 giugno 2009 partecipa alla partita di addio al calcio di Vincent Candela, disputata allo stadio Olimpico di Roma.

### Nazionale
Lamouchi ha militato nella nazionale francese dal 1996 al 2001, venendo convocato per gli Europei 1996, dove ha disputato solo 1 partita (ovvero la semifinale persa ai rigori con la Repubblica Ceca). Ha realizzato un solo gol in 12 presenze, precisamente alla terza partita contro il Belgio.

### Allenatore
Il 28 maggio 2012 diventa il nuovo ct della Costa d'Avorio. Il 25 giugno 2014 si dimette in seguito all'eliminazione subita alla Coppa del Mondo 2014 il 25 giugno. Il 26 dicembre 2014 diventa il nuovo tecnico dell'Al-Jaish, squadra del Qatar.
L'8 novembre 2017 firma un contratto biennale con il Rennes, subentrando a Christian Gourcuff. Alla fine della stagione porta il club in Europa League. Tuttavia la stagione successiva è più altalenante, anche a causa della cessione di Wahbi Khazri, e il 3 dicembre 2018, viene esonerato dal club francese con la squadra 14ª in classifica in Ligue 1 e terza nel girone di Europa League, dietro ai kazaki dell'Astana e agli ucraini della Dinamo Kiev.
Il 28 giugno 2019 viene ingaggiato dal Nottingham Forest come nuovo allenatore, rimpiazzando l'esonerato Martin O'Neill. Il 6 ottobre 2020, in seguito a dei risultati negativi, viene esonerato.
Nell'ottobre 2020 diviene il nuovo tecnico dell'Al-Duhail. L'11 agosto 2021 viene sostituito in panchina da Luís Castro, dopo aver raggiunto un accordo per la rescissione consensuale col club di Doha.
Il 27 gennaio 2023, dopo un anno e mezzo senz'allenare, viene assunto dal Cardiff City.

## Statistiche

### Presenze e reti nei club
| Stagione                   | Squadra                    | Campionato                 | Campionato | Campionato | Coppe nazionali | Coppe nazionali | Coppe nazionali | Coppe continentali | Coppe continentali | Coppe continentali | Altre coppe | Altre coppe | Altre coppe | Totale | Totale |
| Stagione                   | Squadra                    | Comp                       | Pres       | Reti       | Comp            | Pres            | Reti            | Comp               | Pres               | Reti               | Comp        | Pres        | Reti        | Pres   | Reti   |
| -------------------------- | -------------------------- | -------------------------- | ---------- | ---------- | --------------- | --------------- | --------------- | ------------------ | ------------------ | ------------------ | ----------- | ----------- | ----------- | ------ | ------ |
| 1990-1991                  | Olympique Alès             | D2                         | 18         | 0          | CF              | 0               | 0               | -                  | -                  | -                  | -           | -           | -           | 18     | 0      |
| 1991-1992                  | Olympique Alès             | D2                         | 32         | 7          | CF              | 1               | 0               | -                  | -                  | -                  | -           | -           | -           | 33     | 7      |
| 1992-1993                  | Olympique Alès             | D2                         | 34         | 7          | CF              | 1               | 0               | -                  | -                  | -                  | -           | -           | -           | 35     | 7      |
| 1993-1994                  | Olympique Alès             | D2                         | 40         | 12         | CF              | 3               | 4               | -                  | -                  | -                  | -           | -           | -           | 43     | 16     |
| Totale Olympique Alès      | Totale Olympique Alès      | Totale Olympique Alès      | 124        | 26         |                 | 5               | 4               |                    | -                  | -                  |             | -           | -           | 129    | 30     |
| 1994-1995                  | Auxerre                    | D1                         | 35         | 5          | CF+CdL          | 2+1             | 0+0             | CdC                | 6                  | 3                  | -           | -           | -           | 44     | 8      |
| 1995-1996                  | Auxerre                    | D1                         | 36         | 6          | CF+CdL          | 4+2             | 2+0             | CU                 | 4                  | 0                  | -           | -           | -           | 46     | 8      |
| 1996-1997                  | Auxerre                    | D1                         | 27         | 3          | CF+CdL          | 2+0             | 0+0             | UCL                | 5                  | 1                  | -           | -           | -           | 32     | 4      |
| 1997-1998                  | Auxerre                    | D1                         | 31         | 5          | CF+CdL          | 2+4             | 0+0             | Int+CU             | 5+7                | 0+0                | -           | -           | -           | 49     | 5      |
| Totale Auxerre             | Totale Auxerre             | Totale Auxerre             | 129        | 19         |                 | 23              | 2               |                    | 27                 | 4                  |             | -           | -           | 179    | 25     |
| 1998-1999                  | Monaco                     | D1                         | 24         | 2          | CF+CdL          | 1+1             | 1+0             | CU                 | 2                  | 0                  | -           | -           | -           | 28     | 3      |
| 1999-2000                  | Monaco                     | D1                         | 32         | 3          | CF+CdL          | 3+1             | 0+0             | CU                 | 8                  | 1                  | -           | -           | -           | 44     | 4      |
| Totale Monaco              | Totale Monaco              | Totale Monaco              | 56         | 5          |                 | 6               | 1               |                    | 10                 | 1                  |             | -           | -           | 72     | 7      |
| 2000-2001                  | Parma                      | A                          | 29         | 3          | CI              | 7               | 0               | CU                 | 7                  | 0                  | -           | -           | -           | 43     | 3      |
| 2001-2002                  | Parma                      | A                          | 31         | 3          | CI              | 5               | 0               | UCL+CU             | 2+6                | 0+2                | -           | -           | -           | 44     | 5      |
| 2002-2003                  | Parma                      | A                          | 30         | 2          | CI              | 1               | 0               | CU                 | 4                  | 0                  | SI          | 1           | 0           | 36     | 2      |
| Totale Parma               | Totale Parma               | Totale Parma               | 90         | 8          |                 | 13              | 0               |                    | 19                 | 2                  |             | 1           | 0           | 133    | 10     |
| 2003-2004                  | Inter                      | A                          | 16         | 0          | CI              | 3               | 0               | UCL+CU             | 4+3                | 0+0                | -           | -           | -           | 26     | 0      |
| 2004-2005                  | Genoa                      | B                          | 20         | 1          | CI              | 0               | 0               | -                  | -                  | -                  | -           | -           | -           | 20     | 1      |
| 2005-2006                  | Olympique Marsiglia        | L1                         | 32         | 5          | CF+CdL          | 5+1             | 0+0             | Int+CU             | 3+6                | 0+1                | -           | -           | -           | 47     | 6      |
| ago.-set. 2006             | Olympique Marsiglia        | L1                         | 5          | 0          | CF+CdL          | -               | -               | Int+CU             | 1+2                | 0+0                | -           | -           | -           | 8      | 0      |
| Totale Olympique Marsiglia | Totale Olympique Marsiglia | Totale Olympique Marsiglia | 37         | 5          |                 | 6               | 0               |                    | 12                 | 1                  |             | -           | -           | 55     | 6      |
| ott. 2006-2007             | Al-Rayyan                  | QL                         | 7          | 6          | CEQ             | ?               | ?               | ACL                | ?                  | ?                  | CSJ         | -           | -           | 7+     | 6+     |
| 2007-2008                  | Umm-Salal                  | SL                         | 19         | 0          | CEQ             | ?               | ?               | -                  | -                  | -                  | CSJ         | ?           | ?           | 19+    | 0+     |
| gen.-giu. 2009             | Al-Kharitiyath             | SL                         | 10         | 1          | CEQ             | ?               | ?               | -                  | -                  | -                  | CSJ         | -           | -           | 10+    | 1+     |
| Totale carriera            | Totale carriera            | Totale carriera            | 508        | 71         |                 | 56+             | 7+              |                    | 75+                | 8+                 |             | 1+          | 0+          | 540+   | 86+    |

### Cronologia presenze e reti in nazionale
| Cronologia completa delle presenze e delle reti in nazionale ― Francia | Cronologia completa delle presenze e delle reti in nazionale ― Francia | Cronologia completa delle presenze e delle reti in nazionale ― Francia | Cronologia completa delle presenze e delle reti in nazionale ― Francia | Cronologia completa delle presenze e delle reti in nazionale ― Francia | Cronologia completa delle presenze e delle reti in nazionale ― Francia | Cronologia completa delle presenze e delle reti in nazionale ― Francia | Cronologia completa delle presenze e delle reti in nazionale ― Francia |
| Data                                                                   | Città                                                                  | In casa                                                                | Risultato                                                              | Ospiti                                                                 | Competizione                                                           | Reti                                                                   | Note                                                                   |
| ---------------------------------------------------------------------- | ---------------------------------------------------------------------- | ---------------------------------------------------------------------- | ---------------------------------------------------------------------- | ---------------------------------------------------------------------- | ---------------------------------------------------------------------- | ---------------------------------------------------------------------- | ---------------------------------------------------------------------- |
| 24-1-1996                                                              | Parigi                                                                 | Francia                                                                | 3 – 2                                                                  | Portogallo                                                             | Amichevole                                                             | -                                                                      | 69’                                                                    |
| 21-2-1996                                                              | Nîmes                                                                  | Francia                                                                | 3 – 1                                                                  | Grecia                                                                 | Amichevole                                                             | -                                                                      | 70’                                                                    |
| 27-3-1996                                                              | Bruxelles                                                              | Belgio                                                                 | 0 – 2                                                                  | Francia                                                                | Amichevole                                                             | 1                                                                      |                                                                        |
| 29-5-1996                                                              | Strasburgo                                                             | Francia                                                                | 2 – 0                                                                  | Finlandia                                                              | Amichevole                                                             | -                                                                      | 69’                                                                    |
| 1-6-1996                                                               | Stoccarda                                                              | Germania                                                               | 0 – 1                                                                  | Francia                                                                | Amichevole                                                             | -                                                                      | 81’                                                                    |
| 5-6-1996                                                               | Bordeaux                                                               | Francia                                                                | 2 – 0                                                                  | Armenia                                                                | Amichevole                                                             | -                                                                      |                                                                        |
| 26-6-1996                                                              | Manchester                                                             | Rep. Ceca                                                              | 0 – 0 dts (6 – 5 dtr)                                                  | Francia                                                                | Euro 1996 - Semifinale                                                 | -                                                                      | 60’                                                                    |
| 31-8-1996                                                              | Parigi                                                                 | Francia                                                                | 2 – 0                                                                  | Messico                                                                | Amichevole                                                             | -                                                                      | 88’                                                                    |
| 9-10-1996                                                              | Parigi                                                                 | Francia                                                                | 4 – 0                                                                  | Turchia                                                                | Amichevole                                                             | -                                                                      | 23’                                                                    |
| 25-3-1998                                                              | Mosca                                                                  | Russia                                                                 | 1 – 0                                                                  | Francia                                                                | Amichevole                                                             | -                                                                      | 74’                                                                    |
| 22-4-1998                                                              | Solna                                                                  | Svezia                                                                 | 0 – 0                                                                  | Francia                                                                | Amichevole                                                             | -                                                                      |                                                                        |
| 24-3-2001                                                              | Saint-Denis                                                            | Francia                                                                | 5 – 0                                                                  | Giappone                                                               | Amichevole                                                             | -                                                                      |                                                                        |
| Totale                                                                 |                                                                        | Presenze                                                               | 12                                                                     |                                                                        | Reti                                                                   | 1                                                                      |                                                                        |

### Statistiche da allenatore

#### Club
Statistiche aggiornate all'8 maggio 2023. In grassetto le competizioni vinte.
| Stagione                 | Squadra                  | Campionato               | Campionato | Campionato | Campionato | Campionato | Coppe nazionali | Coppe nazionali | Coppe nazionali | Coppe nazionali | Coppe nazionali | Coppe continentali | Coppe continentali | Coppe continentali | Coppe continentali | Coppe continentali | Altre coppe | Altre coppe | Altre coppe | Altre coppe | Altre coppe | Totale | Totale | Totale | Totale | % Vittorie | Piazz.    |
| Stagione                 | Squadra                  | Comp                     | G          | V          | N          | P          | Comp            | G               | V               | N               | P               | Comp               | G                  | V                  | N                  | P                  | Comp        | G           | V           | N           | P           | G      | V      | N      | P      | %          | Piazz.    |
| ------------------------ | ------------------------ | ------------------------ | ---------- | ---------- | ---------- | ---------- | --------------- | --------------- | --------------- | --------------- | --------------- | ------------------ | ------------------ | ------------------ | ------------------ | ------------------ | ----------- | ----------- | ----------- | ----------- | ----------- | ------ | ------ | ------ | ------ | ---------- | --------- |
| dic. 2014-2015           | Al-Jaish                 | QSL                      | 11         | 7          | 1          | 3          | CEQ+CQ          | 3+2             | 2+1             | 0+0             | 1+1             | ACL                | 2                  | 1                  | 0                  | 1                  | -           | -           | -           | -           | -           | 18     | 11     | 1      | 6      | 61,11      | Sub., 3º  |
| 2015-2016                | Al-Jaish                 | QSL                      | 26         | 14         | 6          | 6          | CEQ+CPC         | 2+2             | 1+2             | 0+0             | 1+0             | ACL                | 13                 | 7                  | 2                  | 4                  | -           | -           | -           | -           | -           | 43     | 24     | 8      | 11     | 55,81      | 2º        |
| 2016-2017                | Al-Jaish                 | QSL                      | 26         | 13         | 6          | 7          | CEQ+CPC         | 2+2             | 1+1             | 0+0             | 1+1             | ACL                | 1                  | 0                  | 1                  | 0                  | -           | -           | -           | -           | -           | 31     | 15     | 7      | 9      | 48,39      | 4º        |
| Totale Al Jaish          | Totale Al Jaish          | Totale Al Jaish          | 63         | 34         | 13         | 16         |                 | 13              | 8               | 0               | 5               |                    | 16                 | 8                  | 3                  | 5                  |             | -           | -           | -           | -           | 92     | 50     | 16     | 26     | 54,35      |           |
| nov. 2017-2018           | Rennes                   | L1                       | 26         | 12         | 7          | 7          | CF+CdL          | 1+3             | 0+1             | 0+1             | 1+1             | -                  | -                  | -                  | -                  | -                  | -           | -           | -           | -           | -           | 30     | 13     | 8      | 9      | 43,33      | Sub., 5º  |
| ago.-dic. 2018           | Rennes                   | L1                       | 15         | 4          | 5          | 6          | CF+CdL          | 0+0             | 0+0             | 0+0             | 0+0             | UEL                | 5                  | 2                  | 0                  | 3                  | -           | -           | -           | -           | -           | 20     | 6      | 5      | 9      | 30,00      | Eson.     |
| Totale Rennes            | Totale Rennes            | Totale Rennes            | 41         | 16         | 12         | 13         |                 | 4               | 1               | 1               | 2               |                    | 5                  | 2                  | 0                  | 3                  |             | -           | -           | -           | -           | 50     | 19     | 13     | 18     | 38,00      |           |
| 2019-2020                | Nottingham Forest        | FLC                      | 46         | 18         | 16         | 12         | FACup+CdL       | 1+3             | 0+2             | 0+0             | 1+1             | -                  | -                  | -                  | -                  | -                  | -           | -           | -           | -           | -           | 50     | 20     | 16     | 14     | 40,00      | 7º        |
| set.-ott. 2020           | Nottingham Forest        | FLC                      | 4          | 0          | 0          | 4          | FACup+CdL       | 0+1             | 0+0             | 0+0             | 0+1             | -                  | -                  | -                  | -                  | -                  | -           | -           | -           | -           | -           | 5      | 0      | 0      | 5      | &0,00      | Eson.     |
| Totale Nottingham Forest | Totale Nottingham Forest | Totale Nottingham Forest | 50         | 18         | 16         | 16         |                 | 5               | 2               | 0               | 3               |                    | -                  | -                  | -                  | -                  |             | -           | -           | -           | -           | 55     | 20     | 16     | 19     | 36,36      |           |
| ott. 2020-2021           | Al-Duhail                | QSL                      | 20         | 14         | 2          | 4          | CEQ+CQ          | 3+2             | 2+1             | 0+0             | 1+1             | ACL                | 6                  | 2                  | 3                  | 1                  | CSQ+CdM     | 3+2         | 1+1         | 0+0         | 2+1         | 36     | 21     | 5      | 10     | 58,33      | Sub., 2º  |
| gen.-giu. 2023           | Cardiff City             | FLC                      | 18         | 6          | 2          | 10         | FACup+CdL       | -               | -               | -               | -               | -                  | -                  | -                  | -                  | -                  | -           | -           | -           | -           | -           | 18     | 6      | 2      | 10     | 33,33      | Sub., 21° |
| 2024-apr. 2025           | Al-Riyadh                | SPL                      | 29         | 9          | 8          | 12         | KC              | 2               | 1               | 0               | 1               | -                  | -                  | -                  | -                  | -                  | -           | -           | -           | -           | -           | 31     | 10     | 8      | 13     | 32,26      | Eson      |
| Totale carriera          | Totale carriera          | Totale carriera          | 221        | 97         | 53         | 71         |                 | 29              | 15              | 1               | 13              |                    | 27                 | 12                 | 6                  | 9                  |             | 5           | 2           | 0           | 3           | 282    | 126    | 60     | 96     | 44,68      |           |

#### Nazionale
Statistiche aggiornate al 9 agosto 2021.
| Squadra        | Naz                       | dal            | al             | Record | Record | Record | Record     | Record | Record | Record | Record |
| G              | V                         | N              | P              | GF     | GS     | DR     | % Vittorie |        |        |        |        |
| -------------- | ------------------------- | -------------- | -------------- | ------ | ------ | ------ | ---------- | ------ | ------ | ------ | ------ |
| Costa d'Avorio | Costa d'Avorio (bandiera) | 28 maggio 2012 | 25 giugno 2014 | 24     | 13     | 6      | 5          | 51     | 31     | +20    | 54,17  |

#### Nazionale nel dettaglio
| 2012-2013             | Costa d'Avorio        | Qual. Mondiali Brasile 2014 | Vincitore 3º turno - Play-off | 8  | 5  | 3 | 0 | 62,50   | 19 | 7  | +12 |
| 2012                  | Costa d'Avorio        | Qual. Coppa d'Africa 2013   | Vincitore 2º turno            | 2  | 2  | 0 | 0 | 100,00& | 6  | 2  | +4  |
| 2013                  | Costa d'Avorio        | Coppa d'Africa 2013         | Quarti di finale              | 4  | 2  | 1 | 1 | 50,00   | 8  | 5  | +3  |
| 2014                  | Costa d'Avorio        | Mondiali Brasile 2014       | Fase a gironi                 | 3  | 1  | 0 | 2 | 33,33   | 4  | 5  | -1  |
| Dal 2012 al 2014      | Costa d'Avorio        | Amichevoli                  |                               | 7  | 3  | 2 | 2 | 42,86   | 14 | 12 | +2  |
| Totale Costa d'Avorio | Totale Costa d'Avorio | Totale Costa d'Avorio       | Totale Costa d'Avorio         | 24 | 13 | 6 | 5 | 54,17   | 51 | 31 | +20 |

#### Partite da commissario tecnico della nazionale ivoriana
| Cronologia completa delle presenze e delle reti in nazionale ― Costa d'Avorio | Cronologia completa delle presenze e delle reti in nazionale ― Costa d'Avorio | Cronologia completa delle presenze e delle reti in nazionale ― Costa d'Avorio | Cronologia completa delle presenze e delle reti in nazionale ― Costa d'Avorio | Cronologia completa delle presenze e delle reti in nazionale ― Costa d'Avorio | Cronologia completa delle presenze e delle reti in nazionale ― Costa d'Avorio | Cronologia completa delle presenze e delle reti in nazionale ― Costa d'Avorio | Cronologia completa delle presenze e delle reti in nazionale ― Costa d'Avorio |
| Data                                                                          | Città                                                                         | In casa                                                                       | Risultato                                                                     | Ospiti                                                                        | Competizione                                                                  | Reti                                                                          | Note                                                                          |
| ----------------------------------------------------------------------------- | ----------------------------------------------------------------------------- | ----------------------------------------------------------------------------- | ----------------------------------------------------------------------------- | ----------------------------------------------------------------------------- | ----------------------------------------------------------------------------- | ----------------------------------------------------------------------------- | ----------------------------------------------------------------------------- |
| 2-6-2012                                                                      | Abidjan                                                                       | Costa d'Avorio                                                                | 2 – 0                                                                         | Tanzania                                                                      | Qual. Mondiali 2014                                                           | Salomon Kalou Didier Drogba                                                   | Cap: D.Drogba                                                                 |
| 9-6-2012                                                                      | Marrakech                                                                     | Marocco                                                                       | 2 – 2                                                                         | Costa d'Avorio                                                                | Qual. Mondiali 2014                                                           | Salomon Kalou Kolo Touré                                                      | Cap: D.Drogba                                                                 |
| 15-8-2012                                                                     | Mosca                                                                         | Russia                                                                        | 1 – 1                                                                         | Costa d'Avorio                                                                | Amichevole                                                                    | Max Gradel                                                                    | Cap: D.Drogba                                                                 |
| 8-9-2012                                                                      | Abidjan                                                                       | Costa d'Avorio                                                                | 4 – 2                                                                         | Senegal                                                                       | Qual. Coppa d'Africa 2013                                                     | Salomon Kalou Gervinho Didier Drogba (rig.) Max Gradel                        | Cap: D.Drogba                                                                 |
| 13-10-2012                                                                    | Dakar                                                                         | Senegal                                                                       | 0 – 2                                                                         | Costa d'Avorio                                                                | Qual. Coppa d'Africa 2013                                                     | 2 Didier Drogba1 (rig.)                                                       | Cap: D.Drogba                                                                 |
| 14-11-2012                                                                    | Linz                                                                          | Austria                                                                       | 0 – 3                                                                         | Costa d'Avorio                                                                | Amichevole                                                                    | Didier Ya Konan Didier Drogba Lacina Traoré                                   | Cap: K.Touré                                                                  |
| 14-1-2013                                                                     | Abu Dhabi                                                                     | Costa d'Avorio                                                                | 4 – 2                                                                         | Egitto                                                                        | Amichevole                                                                    | 2 Gervinho 1 (rig.) Lacina Traoré Didier Ya Konan                             | Cap: D.Zokora                                                                 |
| 22-1-2013                                                                     | Rustenburg                                                                    | Costa d'Avorio                                                                | 2 – 1                                                                         | Togo                                                                          | Coppa d'Africa 2013 - 1º turno                                                | Yaya Touré Gervinho                                                           | Cap: D.Drogba                                                                 |
| 26-1-2013                                                                     | Rustenburg                                                                    | Costa d'Avorio                                                                | 3 – 0                                                                         | Tunisia                                                                       | Coppa d'Africa 2013 - 1º turno                                                | Gervinho Yaya Touré Didier Ya Konan                                           | Cap: D.Zokora                                                                 |
| 30-1-2013                                                                     | Rustenburg                                                                    | Algeria                                                                       | 2 – 2                                                                         | Costa d'Avorio                                                                | Coppa d'Africa 2013 - 1º turno                                                | Didier Drogba Wilfried Bony                                                   | Cap: D.Drogba                                                                 |
| 3-2-2013                                                                      | Rustenburg                                                                    | Costa d'Avorio                                                                | 1 – 2                                                                         | Nigeria                                                                       | Coppa d'Africa 2013 - Quarti di finale                                        | Cheik Tioté                                                                   | Cap: D.Drogba                                                                 |
| 26-3-2013                                                                     | Abidjan                                                                       | Costa d'Avorio                                                                | 3 – 0                                                                         | Gambia                                                                        | Qual. Mondiali 2014                                                           | Wilfried Bony (rig.) Yaya Touré Gervinho                                      | Cap: D.Zokora                                                                 |
| 8-6-2013                                                                      | Bakau                                                                         | Gambia                                                                        | 0 – 3                                                                         | Costa d'Avorio                                                                | Qual. Mondiali 2014                                                           | Lacina Traoré Wilfried Bony Yaya Touré                                        | Cap: D.Zokora                                                                 |
| 16-6-2013                                                                     | Dar-es-Salaam                                                                 | Tanzania                                                                      | 2 – 4                                                                         | Costa d'Avorio                                                                | Qual. Mondiali 2014                                                           | Lacina Traoré 2 Yaya Touré 1 (rig.) Wilfried Bony                             | Cap: D.Zokora                                                                 |
| 15-8-2013                                                                     | East Rutherford                                                               | Messico                                                                       | 4 – 1                                                                         | Costa d'Avorio                                                                | Amichevole                                                                    | Didier Drogba (rig.)                                                          | Cap: D.Zokora                                                                 |
| 7-9-2013                                                                      | Abidjan                                                                       | Costa d'Avorio                                                                | 1 – 1                                                                         | Marocco                                                                       | Qual. Mondiali 2014                                                           | Didier Drogba (rig.)                                                          | Cap: D.Drogba                                                                 |
| 12-10-2013                                                                    | Abidjan                                                                       | Costa d'Avorio                                                                | 3 – 1                                                                         | Senegal                                                                       | Qual. Mondiali 2014                                                           | Didier Drogba (rig.) autorete Salomon Kalou                                   | Cap: D.Drogba                                                                 |
| 16-11-2013                                                                    | Casablanca                                                                    | Senegal                                                                       | 1 – 1                                                                         | Costa d'Avorio                                                                | Qual. Mondiali 2014                                                           | Salomon Kalou                                                                 | Cap: D.Drogba                                                                 |
| 5-3-2014                                                                      | Bruxelles                                                                     | Belgio                                                                        | 2 – 2                                                                         | Costa d'Avorio                                                                | Amichevole                                                                    | Didier Drogba Max Gradel                                                      | K.Touré                                                                       |
| 1-6-2014                                                                      | Saint Louis                                                                   | Bosnia ed Erzegovina                                                          | 2 – 1                                                                         | Costa d'Avorio                                                                | Amichevole                                                                    | Didier Drogba                                                                 | Cap: D.Zokora                                                                 |
| 5-6-2014                                                                      | Frisco                                                                        | El Salvador                                                                   | 1 – 2                                                                         | Costa d'Avorio                                                                | Amichevole                                                                    | Gervinho Didier Drogba                                                        | Cap: D.Drogba                                                                 |
| 15-6-2014                                                                     | Recife                                                                        | Costa d'Avorio                                                                | 2 – 1                                                                         | Giappone                                                                      | Mondiali 2014 - 1º turno                                                      | Wilfried Bony Gervinho                                                        | Cap: Y.Touré                                                                  |
| 19-6-2014                                                                     | Brasilia                                                                      | Colombia                                                                      | 2 – 1                                                                         | Costa d'Avorio                                                                | Mondiali 2014 - 1º turno                                                      | Gervinho                                                                      | Cap: Y.Touré                                                                  |
| 24-6-2014                                                                     | Fortaleza                                                                     | Grecia                                                                        | 2 – 1                                                                         | Costa d'Avorio                                                                | Mondiali 2014 - 1º turno                                                      | Wilfried Bony                                                                 | Cap: D.Drogba                                                                 |
| Totale                                                                        |                                                                               | Presenze                                                                      | 24                                                                            |                                                                               | Reti                                                                          | 51                                                                            |                                                                               |

## Palmarès

### Giocatore
- Campionato francese: 2

Auxerre: 1995-1996
Monaco: 1999-2000
- Coppa di Francia: 1

Auxerre: 1995-1996
- Coppa Italia: 1

Parma: 2001-2002

### Allenatore
- Coppa di Qatar: 1

Al-Jaish: 2016